# 桃鳩図

桃鳩図

桃鳩図（ももはとず、「とうきゅうず」とも）は、宋の皇帝徽宗の筆になると伝えられる中国絵画で、院体画の傑作の一つ。日本の国宝。絹本著色。28.5 cm × 26.1 cm。現在は掛軸に表装されている。徽宗26歳のときの作、と伝えられる。これが正しければ、1107年に描かれたことになる。

## 概説
桃の枝に止まった一羽の鳩を表す。鳩や桃の枝は大部分が輪郭線を用いない没骨描で表現されている。画面右上に「痩金体」と称する独特の書体による「大観丁亥御筆」の款と「天水」の花押があり、朱文方印「御書」を捺す。
足利義満の所蔵印「天山」が左下にある。絵画などの収集家としても知られた明治の元老、井上馨の旧蔵品である。現在は個人蔵。
北宋末の皇帝徽宗は、為政者としては無能であったと評されるが、文人皇帝で、宮廷画院の振興・改革に尽力し、自らも書画をよくした。ただし、現存する徽宗画とされるものは必ずしもすべてが徽宗の自筆ではなく、画院画家の代筆も多かったことが指摘されている。鈴木敬は徽宗の自筆絵画はおそらく現存しないであろうと述べている。鈴木は、本図についても、画面右上の墨書、特に花押に天子らしい力強さがみられないこと、桃の枝の曲線が弱いこと、桃花や蕾の描写が平板であることなどから、真筆ではないとの見方をとっている。
本作品は1937年5月25日付けで日本の重要文化財（当時の国宝）に指定され、1951年6月9日付けで、日本の文化財保護法に基づく国宝に指定されている。官報告示上の指定名称は以下のとおり。
| 絹本著色桃鳩図         | 徽宗筆大観元年の年記がある |
| 「天山」の鑑蔵印がある |                            |